# Max Forster
Max Forster (3 de noviembre de 1934) es un deportista suizo que compitió en bobsleigh en la modalidad cuádruple. Ganó dos medallas en el Campeonato Mundial de Bobsleigh, bronce en 1970 y oro en 1971.

## Palmarés internacional
| Campeonato Mundial | Campeonato Mundial   | Campeonato Mundial | Campeonato Mundial |
| Año                | Lugar                | Medalla            | Prueba             |
| ------------------ | -------------------- | ------------------ | ------------------ |
| 1970               | Sankt Moritz (Suiza) | Medalla de bronce  | Cuádruple          |
| 1971               | Cervinia (Italia)    | Medalla de oro     | Cuádruple          |